# Корчула (місто)
Корчула (хорв. Korčula, слухатиⓘ, італ. Curzola Курцола) — місто в Хорватії, найбільший населений пункт однойменного острова в Адріатичному морі біля Далматинського узбережжя. Населення міста — 3 126 осіб (2001).

## Географія
Місто Корчула розташоване на північно-східному узбережжі острова. Автомобільні шляхи ведуть з міста на схід у бік селища Лумбарда і на захід у бік Вела-Луки. Місто розташоване на півострові, який видається в Пелєшацьку протоку, що відокремлює острів Корчула від півострова Пелєшаць.

### Клімат
Місто знаходиться у зоні, котра характеризується середземноморським кліматом. Найтепліший місяць — липень із середньою температурою 26.7 °C (80 °F). Найхолодніший місяць — січень, із середньою температурою 8.9 °С (48 °F).
| Клімат Корчули          | Клімат Корчули | Клімат Корчули | Клімат Корчули | Клімат Корчули | Клімат Корчули | Клімат Корчули | Клімат Корчули | Клімат Корчули | Клімат Корчули | Клімат Корчули | Клімат Корчули | Клімат Корчули | Клімат Корчули |
| Показник                | Січ.           | Лют.           | Бер.           | Квіт.          | Трав.          | Черв.          | Лип.           | Серп.          | Вер.           | Жовт.          | Лист.          | Груд.          | Рік            |
| Середній максимум, °C   | 10             | 10             | 12,8           | 17,2           | 22,2           | 27,2           | 30             | 27,8           | 23,9           | 20             | 15             | 11,1           | 18,9           |
| Середня температура, °C | 8,9            | 8,9            | 11,1           | 15             | 19,4           | 23,9           | 26,7           | 25             | 21,7           | 18,3           | 13,9           | 9,4            | 16,9           |
| Середній мінімум, °C    | 7,2            | 7,2            | 8,9            | 12,2           | 16,1           | 20             | 22,8           | 22,2           | 18,9           | 16,1           | 12,2           | 7,8            | 14,3           |
| Норма опадів, мм        | 109            | 97             | 92             | 81             | 63             | 57             | 37             | 50             | 76             | 104            | 134            | 136            | 1036           |
| Днів з опадами          | 13             | 12             | 13             | 13             | 11             | 10             | 7              | 8              | 9              | 11             | 13             | 14             | 134            |
| ----------------------- | -------------- | -------------- | -------------- | -------------- | -------------- | -------------- | -------------- | -------------- | -------------- | -------------- | -------------- | -------------- | -------------- |
| Джерело: Weatherbase    |                |                |                |                |                |                |                |                |                |                |                |                |                |

## Історія
Корчула є одним з найстаріших міст Адріатики. На місці міста існувало давньогрецьке, а потім римське поселення.
Протягом XII—XV століть Корчула багато разів переходила з рук у руки. Містечком (і островом) управляли місцеві слов'янські князьки, Венеційська республіка, Угорщина, Генуезька республіка, Корчула навіть мала нетривкий період незалежності, належала Рагузькій республіці, доки 1420 року остаточно не підпала під контроль венеційців. У період незалежності на Корчулі 1214 року був виданий т.зв. Корчуланський статут — звід законів, який визначив статус острова і став одним з найстаріших з відомих у історії юридичних документів Далмації.

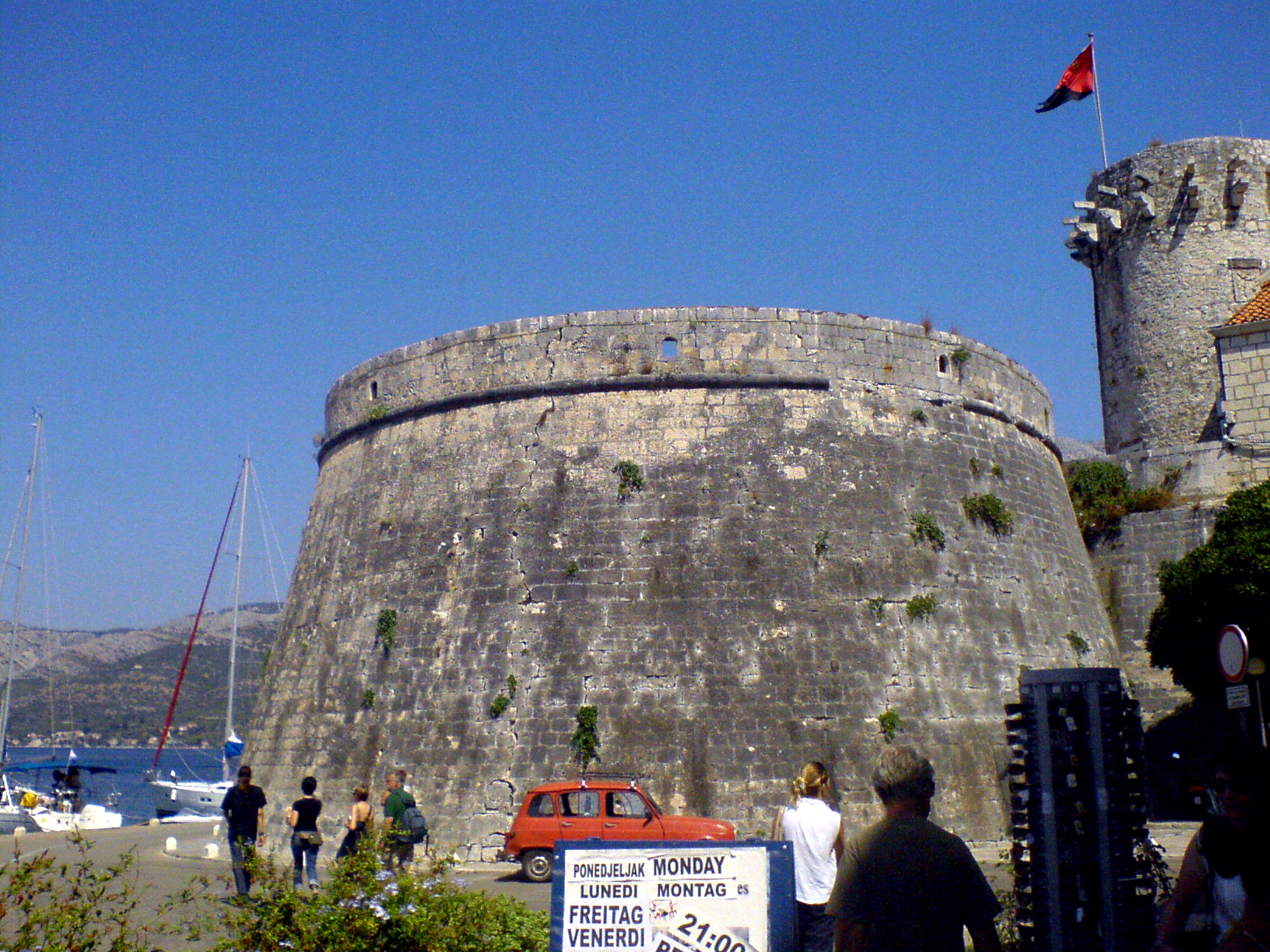
Князівська башта і міські фортечні мури Корчули

Згідно з місцевою традицією, саме в місті Корчула в 1254 році народився великий мандрівник Марко Поло. В 1298 році поряд із островом відбулася морська битва між флотами Генуї та Венеції, що закінчилася перемогою генуезців. Марко Поло, можливо, брав участь у цій битві на боці венеційців, був узятий у полон і відвезений до Генуї, де у в'язниці і надиктував книгу про свої подорожі.
У 1797 році Венеційська республіка була розділена між Францією та Габсбурзькою імперією. Корчула відійшла Габсбургам, проте під час наполеонівських воєн у 1806 році острів був зайнятий французами і включений до складу французької імперії. В 1807 році Корчула була взята об'єднаними силами чорногорців і російського флоту під командуванням Д. М. Сенявіна, проте після завершення війни в 1815 році містечко і весь острів, разом з далматинським узбережжям відійшла Австрії.
В 1918—21 роках місто (й острів) окупували італійці, після першої світової війни вони стали частиною Королівства Югославії. Під час другої світової війни острів і поселення на ньому знову зайняли італійці. Вузькою Пельєшацькою протокою, як і в Середні віки, проліг державний кордон, тільки тепер не між Венецією і Рагузькою республікою, а між Італією й Незалежною Державою Хорватія усташів. На острові активно діяв антифашистський партизанський рух і до 1943 року партизани повністю встановили контроль над Корчулою. Після нетривалого вторгнення на острів німецьких військ, у 1944 році він був повністю звільнений.
Після закінчення війни Корчула увійшла до складу Хорватії, на той час одну з республік СФРЮ. Після розпаду останньої в 1990 році острів став частиною незалежної Хорватії.

## Населення
Населення громади за даними перепису 2011 року становило 5 663 осіб. Населення самого міста становило 2 856 осіб.
Динаміка чисельності населення громади:
Динаміка чисельності населення міста:

## Населені пункти
До громади Корчула також входять:
- Чара
- Пупнат
- Рачище
- Жрново

## Пам'ятки і традиції
Старе місто Корчули — чудово збережений взірець середньовічного далматинського міста з вузькими вуличками та старовинними будівлями. Зведене здебільшого у венеційський період:

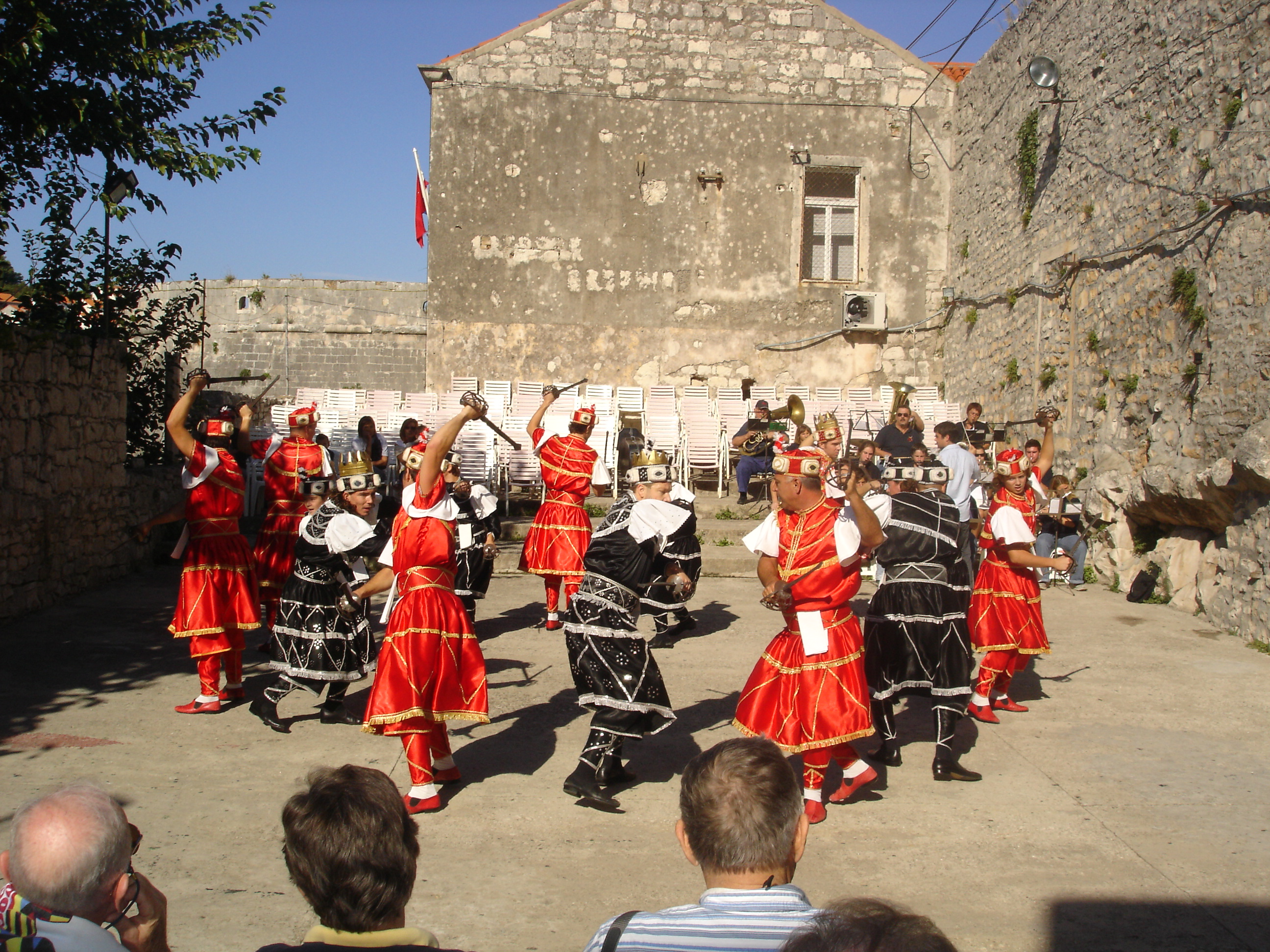
Виконання морешки в Корчулі, лютий 2006

- Собор святого Марка (побудований у 1301 році, перебудовувався аж до 1806 року) — поєднує елементи готики й ренесанса.
- Фортечні мури — найстаріша споруда міста, датуються XIII-XIV століттями.
- Княжий палац — палац XIV століття, одна з найстаріших будівель міста.
- Францисканський монастир (XIV століття).
- Церква всіх святих (1306 рік).
- Капела св. Петра (XVI століття).
- Палац Гарібальді — ренесансний палац, нині музей міста.
- «Морешка» — лицарський танець XV століття, що відтворює битву з турками і був дуже популярним по всьому Середземномор'ю, до тепер зберігся лише в місті Корчула. Репрезентуючи добро і зло, а також у алегоричний спосіб, християн і мусульман, «армії білого і чорного королів» виборюють у танці дівоче кохання. У літній період театралізоване танцювальне дійство «Морешка» влаштовують і демонструють (у першу чергу в розрахунку на туристів, як іноземних, так і внутрішніх) щотижня.